# Aggeo (nome)
Aggeo  è un nome proprio di persona italiano maschile.

## Varianti
- Maschili: Ageo[2]
- Femminili: Aggea[3], Agea[2]

### Varianti in altre lingue
- Catalano: Ageu[4]
- Esperanto: Ĥagaj
- Ebraico: חַגַּי (Ḥaggay)[2]
- Francese: Aggée
- Galiziano: Axeo
- Greco biblico: Ἀγγαῖος (Aggaios)[2]
- Greco moderno: Αγγαίος (Aggaios)
- Inglese: Haggai
- Latino: Aggaeus[1][2]
- Polacco: Aggeusz
- Portoghese: Ageu
- Russo: Аггей (Aggej)
- Serbo: Агеј (Agej)
- Spagnolo: Ageo[4], Hageo
- Ucraino: Огій (Ohij)

## Origine e diffusione

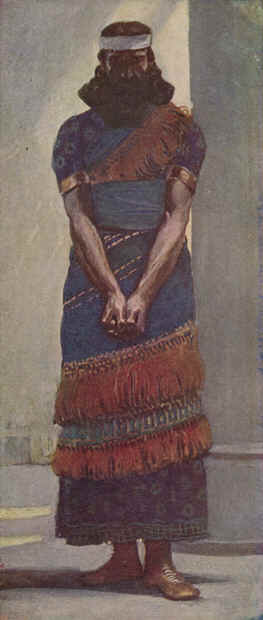
Il profeta Aggeo in un dipinto di James Tissot

Richiama uno dei profeti minori dell'Antico Testamento, Aggeo; il suo nome riprende un vocabolo ebraico, haggai, che vuol dire "festivo", "solenne", e quindi "nato nel giorno festivo". È quindi analogo, per semantica, al nome Domenico. Durante il Medioevo, almeno in Spagna, si confuse anche con la radice germanica ags ("spada", alla base di molti nomi germanici).
Il nome gode di scarsa diffusione in Italia; è attestato quasi unicamente in Emilia-Romagna (per via del culto di un santo locale), con il resto delle occorrenza sparse fra il Nord e il Centro.

## Onomastico
L'onomastico si può festeggiare in memoria del profeta Aggeo, considerato santo dalla Chiesa cattolica e celebrato il 16 dicembre (oppure il 4 o il 16 luglio); un altro santo con questo nome, sant'Aggeo martire, venerato specialmente a Bologna, è ricordato il 4 o il 28 gennaio.